# 𨚲䣕縣 (西漢)
𨚲䣕縣，西汉时以夜郎所置县。在今云南省宣威市境:21。
建元六年（前135年），西汉政府以广汉郡南部和夜郎国地置犍为郡。犍为郡辖县中的四县——汉阳县、𨚲䣕縣、朱提縣、堂琅縣，即是以“夜郎”和“夜郎旁小邑”新设县。现代研究者指，在今云南省曲靖市下属的宣威市境内。此后，由于夜郎所在西南夷反复叛乱，𨚲䣕縣短暂存在即消失。仅余朱提县、汉阳县:21—22。《大清一統志·敘州府二》则将隋朝末年，在今四川省宜宾市设置的𨚲䣕縣视为西汉𨚲䣕縣的延续。